# Alejandra Márquez Abella
Alejandra Márquez Abella (San Luis Potosí, México, 30 de abril de 1982) es una directora de cine y guionista mexicana. 

## Trayectoria
Márquez Abella estudió Dirección Cinematográfica en el Centro de Estudios Cinematográficos en Barcelona, España. Tras su regreso a México, filmó en 2009 el cortometraje 5 recuerdos, el cual participó en más de 130 festivales y muestras alrededor del mundo, y obtuvo más de 20 premios nacionales e internacionales.
Después de trabajar como guionista en series televisivas como Imaginantes y Soy tu fan, y dirigir el documental Mal de tierra (2011), Márquez Abella lanzó su ópera prima en 2015, Semana santa, escrita y dirigida por ella. Semana santa participó en el Festival Internacional de Cine de Toronto de 2015, donde fue elogiada por demostrar "un sentido hábil y económico para contar historias".
En 2018 presentó su segundo largometraje, Las niñas bien, una adaptación de la novela homónima de Guadalupe Loaeza. Con Las niñas bien, Márquez Abella obtuvo el premio a la Mejor Película Iberoamericana en el Festival de Cine de Málaga de 2019, así como el galardón a Mejor Guion. La realizadora también recibió nominaciones en las categorías de Mejor Dirección, Mejor Guion Original y Mejor Película en los Premios Ariel 2019.
En 2022, Márquez Abella lanzó El norte sobre el vacío, película que obtuvo el premio a Mejor largometraje de ficción en el Festival Internacional de Cine de Morelia. El filme también recibió el galardón a Mejor Guion, coescrito por la directora y el escritor Gabriel Nuncio. En los Premio Ariel del 2023, la película obtuvo 16 nominaciones, recibiendo el Ariel a Mejor Película.
En 2023, Márquez Abella coescribió, junto a Hernán Jiménez y Bettina Gilois, y dirigió la película A Million Miles Away, película basada en la vida del astronauta mexico-americano José Hernández. Su primera película dirigida en inglés fue protagonizada por Michael Peña, Rosa Salazar, Bobby Soto y Verónica Falcón, y tendrá su estreno por Prime Video. Para esta misma plataforma de streaming está dirigiendo la serie original La liberación, la cual aborda las contradicciones y preguntas incómodas desatadas tras el movimiento #MeToo. La serie, actualmente en producción, será protagonizada por Ilse Salas, Cassandra Ciangherotti, Johanna Murillo, Ofelia Medina, Dolores Heredia y Diego Boneta.

## Filmografía
| Año  | Título                        | Medio      | Notas        |
| ---- | ----------------------------- | ---------- | ------------ |
| 2024 | La liberación                 | Televisión |              |
| 2024 | Sierra Madre: Prohibido Pasar | Televisión | 2 episodios  |
| 2023 | A Million Miles Away          | Cine       |              |
| 2022 | El norte sobre el vacío       | Cine       |              |
| 2021 | Narcos: México                | Televisión | 2 episodios  |
| 2018 | Las niñas bien                | Cine       |              |
| 2015 | Semana santa                  | Cine       |              |
| 2012 | Perra                         | Cine       | Cortometraje |
| 2011 | Mal de tierra                 | Cine       | Cortometraje |
| 2009 | 5 recuerdos                   | Cine       | Cortometraje |

| Año  | Título                                 | Medio      | Notas                                       |
| ---- | -------------------------------------- | ---------- | ------------------------------------------- |
| 2023 | A Million Miles Away                   | Cine       |                                             |
| 2022 | El norte sobre el vacío                | Cine       |                                             |
| 2018 | Las niñas bien                         | Cine       | Adaptación de la novela de Guadalupe Loaeza |
| 2017 | El Vato                                | Televisión | 4 episodios                                 |
| 2015 | Semana Santa                           | Cine       |                                             |
| 2013 | El asesinato de Villa: la conspiración | Cine       | Película para televisión                    |
| 2012 | Perra                                  | Cine       | Cortometraje                                |
|      | Soy tu fan                             | Televisión | 23 episodios; colaboarción                  |
| 2009 | 5 recuerdos                            | Cine       | Cortometraje                                |
| 2008 | Imaginantes                            | Televisión |                                             |
| 2005 | Helado de chocoalte                    | Cine       | Cortometraje                                |

## Premios y nominaciones
| Año  | Premio                                         | Categoría                                              | Título                   | Resultado | Nota                                                                            | Ref.   |
| ---- | ---------------------------------------------- | ------------------------------------------------------ | ------------------------ | --------- | ------------------------------------------------------------------------------- | ------ |
| 2024 | Movie Guide Awards                             | Faith and Freedom Award                                | A millones de kilómetros | Ganadora  |                                                                                 | [ 11 ] |
| 2024 | Movie Guide Awards                             | Mejor televisión para familias                         | A millones de kilómetros | Nominada  |                                                                                 | [ 11 ] |
| 2024 | Imagen Foundation Awards                       | Mejor dirección                                        | A millones de kilómetros | Ganadora  |                                                                                 | [ 11 ] |
| 2023 | Ariel                                          | Mejor película                                         | El norte sobre el vacío  | Ganadora  | Con Gabriel Nuncio y Adán Pérez                                                 | [ 11 ] |
| 2023 | Ariel                                          | Mejor dirección                                        | El norte sobre el vacío  | Nominada  |                                                                                 | [ 11 ] |
| 2023 | Ariel                                          | Mejor guion cinematográfico original                   | El norte sobre el vacío  | Nominada  | Con Gabriel Nuncio                                                              | [ 11 ] |
| 2022 | Festival Internacional de Cine de Morelia      | Mejor película                                         | El norte sobre el vacío  | Ganadora  |                                                                                 | [ 11 ] |
| 2022 | Festival Internacional de Cine de Morelia      | Mejor guion                                            | El norte sobre el vacío  | Ganadora  | Con Gabriel Nuncio                                                              | [ 11 ] |
| 2022 | Festival de Cine Hola México                   | Mejor elenco                                           | El norte sobre el vacío  | Nominada  |                                                                                 | [ 11 ] |
| 2022 | Festival Internacional de Cine de Berlín       | Mejor película, Panorama audience award                | El norte sobre el vacío  | Nominada  |                                                                                 | [ 11 ] |
| 2019 | Málaga Spanish Film Festival                   | Mejor película iberoamericana                          | Las niñas bien           | Ganadora  |                                                                                 | [ 11 ] |
| 2019 | Málaga Spanish Film Festival                   | Mejor guion                                            | Las niñas bien           | Ganadora  |                                                                                 | [ 11 ] |
| 2019 | Festival Internacional de Cine Fribourg        | Competencia internacional, Grand prix                  | Las niñas bien           | Ganadora  | Con Rodrigo Sebastián González, Rafael Ley, María José Córdova y Gabriela Maire | [ 11 ] |
| 2019 | Toulouse Latin American Film Festival          | Mejor película, premio especial del jurado             | Las niñas bien           | Ganadora  |                                                                                 | [ 11 ] |
| 2019 | Toulouse Latin American Film Festival          | Largometraje de ficción                                | Las niñas bien           | Nominada  |                                                                                 | [ 11 ] |
| 2019 | Festival Internacional de Cine de Seattle      | Competencia iberoamericana, premio especial del jurado | Las niñas bien           | Ganadora  |                                                                                 | [ 11 ] |
| 2019 | Festival Internacional de Cine de Seattle      | Competencia iberoamericana                             | Las niñas bien           | Nominada  |                                                                                 | [ 11 ] |
| 2019 | Festival Internacional de Cine de Palm Springs | Directors to watch                                     | Las niñas bien           | Ganadora  |                                                                                 | [ 11 ] |
| 2019 | Festival Internacional de Cine de Palm Springs | Ricky Magic of Cinema Award                            | Las niñas bien           | Nominada  |                                                                                 | [ 11 ] |
| 2019 | Ariel                                          | Mejor película                                         | Las niñas bien           | Nominada  |                                                                                 | [ 11 ] |
| 2019 | Ariel                                          | Mejor dirección                                        | Las niñas bien           | Nominada  |                                                                                 | [ 11 ] |
| 2019 | Ariel                                          | Mejor guion cinematográfico original                   | Las niñas bien           | Nominada  |                                                                                 | [ 11 ] |
| 2019 | Miami Film Festival                            | Mejor película iberoamericana                          | Las niñas bien           | Nominada  |                                                                                 | [ 11 ] |
| 2019 | Miami Film Festival                            | Mejor guion                                            | Las niñas bien           | Nominada  |                                                                                 | [ 11 ] |
| 2019 | Lima Latin American Film Festival              | Mejor película de ficción                              | Las niñas bien           | Nominada  |                                                                                 | [ 11 ] |
| 2019 | Golden Rooster Awards                          | Mejor película internacional, premio de la audiencia   | Las niñas bien           | Nominada  |                                                                                 | [ 11 ] |
| 2018 | Festival Internacional de Cine de Toronto      | Premio plataforma                                      | Las niñas bien           | Nominada  |                                                                                 | [ 11 ] |
| 2018 | Festival Internacional de Cine de Marrakech    | Golden Star                                            | Las niñas bien           | Nominada  |                                                                                 | [ 11 ] |
| 2018 | International Film Festival & Awards Macao     | Mejor película                                         | Las niñas bien           | Nominada  |                                                                                 | [ 11 ] |
| 2018 | Havana Film Festival                           | Mejor película, Coral                                  | Las niñas bien           | Nominada  |                                                                                 | [ 11 ] |
| 2016 | Festival Internacional de Cine Fribourg        | Premio especial del jurado                             | Semana Santa             | Ganadora  |                                                                                 | [ 11 ] |
| 2016 | Festival Internacional de Cine Fribourg        | Grand prix                                             | Semana Santa             | Nominada  |                                                                                 | [ 11 ] |
| 2016 | Festival de cine SXSW                          | SXSW Gamechanger Award                                 | Semana Santa             | Nominada  |                                                                                 | [ 11 ] |